# Paraepepeotes marmoratus
Paraepepeotes marmoratus es una especie de escarabajo longicornio del género Paraepepeotes, tribu Monochamini, subfamilia Lamiinae. Fue descrita científicamente por Pic en 1925.

## Descripción
Mide 30-40 milímetros de longitud.

## Distribución
Se distribuye por China, Laos y Vietnam.